# Chociemyśl (przystanek kolejowy)
Chociemyśl – nieczynny kolejowy przystanek osobowy na linii nr 305 w Chociemyślu, w województwie dolnośląskim, w Polsce.